# Calodecaryia pauciflora
Calodecaryia pauciflora là một loài thực vật có hoa trong họ Meliaceae. Loài này được Leroy mô tả khoa học đầu tiên năm 1960.